# シモン・ケアー
シモン・トルップ・ケアー（Simon Thorup Kjær 発音 [simɔn ˈkʰæːˀɐ̯]、1989年3月26日 - ）は、デンマーク・ホーセンス出身の元サッカー選手。元デンマーク代表。現役時代のポジションはDF。
190cmという長身で空中戦に強く、セットプレーでも武器となっている。
日本語ではケアーのほかにもキアル、スウェーデン語の誤用からきたシェアーなどと表記される。

## クラブ経歴
デンマークのFCミッティランにてキャリアをスタートさせた。
チェルシーFC、レアル・マドリードなど欧州のトップクラブからオファーが届くが、ミッティラン側がオファーを拒否した。イタリアで開催されたユース大会のトルネオ・ディ・ビア直後の2008年2月16日にセリエAのUSチッタ・ディ・パレルモへ移籍した。当初、経験豊富なチェーザレ・ボヴォ、モリス・カロッツィエーリらの控え扱いであったが、10月28日のACFフィオレンティーナ戦にてデビューを飾ると以降、定位置を確保した。
2010年7月8日、ドイツのVfLヴォルフスブルクへ推定移籍金1200万ユーロ（約13億7000万円）の4年契約で移籍した。これにより、W杯でも対戦した日本代表のキャプテンである長谷部誠とチームメイトになった。ヴォルフスブルクではセンターバックのレギュラーを確保したものの、チームはシーズンを通して下位に低迷し最終節のTSG1899ホッフェンハイム戦で辛うじて残留を決めたが15位に留まった。
2011年8月31日、ASローマへレンタル移籍し、2年ぶりのイタリア復帰。レンタル料は300万ユーロであり、シーズン終了後に700万ユーロで完全移籍できるオプションが付けられた。2013年7月、リールへ完全移籍。チームの10試合連続無失点達成に貢献した。2015年6月17日、トルコのフェネルバフチェSKへ移籍を決めた。2017年8月2日、セビージャFCへ1250万ユーロ（約16億円）で移籍が決定。2019年9月1日、アタランタBCへレンタル移籍。2020年1月13日、2019-20シーズン終了までのレンタルでACミランへ移籍した。
2020年7月15日、ACミランは買い取りオプションを行使、契約期間は2022年6月30日までの2年契約で完全移籍したことが発表された。。2021年3月11日、UEFAヨーロッパリーグ 2020-21ベスト16-1stレグ、対マンチェスター・ユナイテッドFC戦において後半92分、ラデ・クルニッチのコーナーキックをダイレクトヘッドによる豪快なシュートでミラン初ゴールを決める。ケアーのACミランにおける得点はこの1ゴールのみ。
2021年10月27日、ACミランは契約を2024年まで延長したことを発表した。同年12月1日、セリエA第15節ジェノアCFC戦にて試合開始直後にボールホルダーのアンドレア・カンビアーゾに向かってチェックした際に左膝を負傷、前半4分でマッテオ・ガッビアと途中交代。翌2日の午前に行われたMRIと専門医による検査の結果、前十字靭帯断裂および内側側副靭帯断裂により再建手術を受けることになり、半年間の長期離脱となる。チームはリーグ制覇も、負傷で僅か11試合の出場に終わった。2022年5月22日、最終節のUSサッスオーロ戦に勝利した際、ケアーはチームの他の選手と共にセリエAのチャンピオンとなり、クラブが11年ぶりに主要タイトルを獲得することに貢献したほか、ケアー自身もキャリア初の主要なトロフィーを獲得した。
2022年8月31日、セリエA第4節USサッスオーロ戦にてスタメン起用され復帰を果たす。
2024年5月21日、ACミランはシーズン最終戦となるサレルニターナ戦を前に、ケアーが契約満了に伴いクラブを退団すると発表した。2024年6月30日、契約満了によりACミランを退団。
2025年1月13日、現役続行のオファーを受けていたにも関わらず、同日に正式にサッカーから引退した。

## 代表経歴
2006年からU-19デンマーク代表、2008年からU-21デンマーク代表に選出。
2009年2月にデンマークA代表へ初招集され、同年6月に行われた2010W杯・欧州予選のスウェーデン戦で代表デビューを果たし、この試合で相手のエース・ズラタン・イブラヒモビッチを抑えるなど、無失点での勝利に貢献した。
2010W杯本大会のメンバーにも選出され、グループリーグ第1・2戦にフル出場したものの、両試合で警告を1度ずつ受けていたため出場停止となってしまった最終戦で、チームは日本に敗れ、2大会ぶりの決勝トーナメント進出はならなかった。
UEFA EURO 2012のメンバーにも選出された。初戦ではオランダを完封し勝利に貢献するも、チームはそこから連敗を喫し、グループリーグで敗退した。
2013年3月22日の2014W杯欧州予選・チェコ戦で代表初得点を挙げた。
2016年6月に日本で行われたキリンカップに出場し、ボスニア・ヘルツェゴビナ戦で得点を決めた。また、同大会の2試合でキャプテンマークを付けたのち現役引退をしたダニエル・アッゲルに次ぐ、代表キャプテンに選ばれた。
2020年10月、UEFAネーションズリーグでのイングランド戦にて代表100試合出場を達成した。
2022年11月には、2022 FIFAワールドカップに臨むデンマーク代表に招集され、グループステージ初戦のチュニジア代表戦にてキャプテンとして先発フル出場したが、試合には0-0で引き分けた。第2戦以降は、大会開幕前に負傷した膝のコンディションが万全とはならなかったため、ベンチに回り、デンマークは未勝利でグループステージ敗退となった。
UEFA EURO 2024に選出

## エピソード
母国語のデンマーク語に加えて、英語、イタリア語などの合計5つもの言語を流暢に話せる。自身が幼い頃のアイドルは、ジョン・テリーとファビオ・カンナヴァーロであり、ケアーの家族揃ってリヴァプールFCのサポーターであることを公表している。
主将として出場したUEFA EURO 2020第1節・フィンランド戦にて、試合中に突如昏倒したチームメイトのクリスティアン・エリクセンに対していち早く気道を確保する行動を取り、結果的にエリクセンは意識を取り戻した。さらに、ピッチサイドでショックを受けているエリクセンの妻・サブリナ夫人をカスパー・シュマイケルと共に励ましたり、治療を受けるエリクセンを囲んで壁を作るよう選手たちに声を掛けたりするなど、一連の行動は世界中から称賛された。

## 個人成績

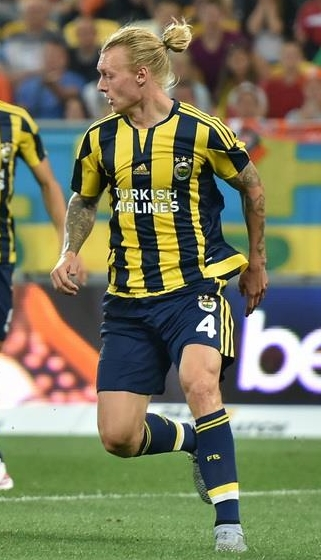
フェネルバフチェでプレーするケアー（2015年）

### クラブ
2024年5月26日現在
| クラブ            | シーズン | リーグ         | リーグ | リーグ | カップ | カップ | 国際大会 | 国際大会 | その他 | その他 | 通算 | 通算 |
| クラブ            | シーズン | ディビジョン   | 出場   | 得点   | 出場   | 得点   | 出場     | 得点     | 出場   | 得点   | 出場 | 得点 |
| ----------------- | -------- | -------------- | ------ | ------ | ------ | ------ | -------- | -------- | ------ | ------ | ---- | ---- |
| ミッティラン      | 2007-08  | スーペルリーガ | 19     | 0      | 2      | 0      | —        | —        | —      | —      | 21   | 0    |
| パレルモ          | 2008-09  | セリエA        | 27     | 3      | 0      | 0      | —        | —        | —      | —      | 27   | 3    |
| パレルモ          | 2009-10  | セリエA        | 35     | 2      | 3      | 0      | —        | —        | —      | —      | 38   | 2    |
| パレルモ          | 通算     | 通算           | 62     | 5      | 3      | 0      | —        | —        | —      | —      | 65   | 5    |
| ヴォルフスブルク  | 2010-11  | ブンデスリーガ | 32     | 1      | 2      | 0      | —        | —        | —      | —      | 34   | 1    |
| ヴォルフスブルク  | 2011-12  | ブンデスリーガ | 3      | 0      | 1      | 0      | —        | —        | —      | —      | 4    | 0    |
| ヴォルフスブルク  | 2012-13  | ブンデスリーガ | 22     | 2      | 3      | 0      | —        | —        | —      | —      | 25   | 2    |
| ヴォルフスブルク  | 通算     | 通算           | 57     | 3      | 6      | 0      | —        | —        | —      | —      | 63   | 3    |
| ローマ (loan)     | 2011-12  | セリエA        | 22     | 0      | 2      | 0      | —        | —        | —      | —      | 24   | 0    |
| リール            | 2013-14  | リーグ・アン   | 35     | 0      | 2      | 1      | —        | —        | —      | —      | 37   | 1    |
| リール            | 2014-15  | リーグ・アン   | 31     | 1      | 2      | 1      | 9        | 1        | —      | —      | 42   | 3    |
| リール            | 通算     | 通算           | 66     | 1      | 4      | 2      | 9        | 1        | —      | —      | 79   | 4    |
| フェネルバフチェ  | 2015-16  | スュペル・リグ | 28     | 2      | 6      | 0      | 11       | 0        | —      | —      | 45   | 2    |
| フェネルバフチェ  | 2016-17  | スュペル・リグ | 27     | 1      | 5      | 0      | 11       | 2        | —      | —      | 43   | 3    |
| フェネルバフチェ  | 通算     | 通算           | 55     | 3      | 11     | 0      | 22       | 2        | —      | —      | 88   | 5    |
| セビージャ        | 2017-18  | プリメーラ     | 20     | 2      | 1      | 0      | 6        | 1        | —      | —      | 27   | 3    |
| セビージャ        | 2018-19  | プリメーラ     | 26     | 0      | 3      | 0      | 7        | 0        | 1      | 0      | 37   | 0    |
| セビージャ        | 通算     | 通算           | 46     | 2      | 4      | 0      | 13       | 1        | 1      | 0      | 64   | 3    |
| アタランタ (loan) | 2019-20  | セリエA        | 5      | 0      | 0      | 0      | 1        | 0        | —      | —      | 6    | 0    |
| ミラン (loan)     | 2019-20  | セリエA        | 15     | 0      | 4      | 0      | —        | —        | —      | —      | 19   | 0    |
| ミラン            | 2020-21  | セリエA        | 28     | 0      | 1      | 0      | 10       | 1        | —      | —      | 39   | 1    |
| ミラン            | 2021-22  | セリエA        | 11     | 0      | 0      | 0      | 3        | 0        | —      | —      | 14   | 0    |
| ミラン            | 2022-23  | セリエA        | 17     | 0      | 1      | 0      | 6        | 0        | 0      | 0      | 24   | 0    |
| ミラン            | 2023-24  | セリエA        | 20     | 0      | 1      | 0      | 4        | 0        | —      | —      | 25   | 0    |
| ミラン            | 通算     | 通算           | 91     | 0      | 7      | 0      | 23       | 1        | 0      | 0      | 121  | 1    |
| 総通算            | 総通算   | 総通算         | 423    | 14     | 39     | 2      | 68       | 5        | 1      | 0      | 531  | 21   |

### 代表数
2025年1月15日現在
- 国際Aマッチ 132試合 5得点（2009年-）[28]

| デンマーク代表 | 国際Aマッチ | 国際Aマッチ |
| 年             | 出場        | 得点        |
| -------------- | ----------- | ----------- |
| 2009           | 7           | 0           |
| 2010           | 8           | 0           |
| 2011           | 6           | 0           |
| 2012           | 10          | 0           |
| 2013           | 7           | 1           |
| 2014           | 8           | 1           |
| 2015           | 10          | 0           |
| 2016           | 10          | 1           |
| 2017           | 8           | 0           |
| 2018           | 11          | 0           |
| 2019           | 10          | 0           |
| 2020           | 7           | 0           |
| 2021           | 17          | 2           |
| 2022           | 3           | 0           |
| 2023           | 8           | 0           |
| 2024           | 2           | 0           |
| 通算           | 132         | 5           |

### 代表での得点
| 得点 | 日時           | 場所           | 相手                     | スコア | 結果        | 大会                                             |
| ---- | -------------- | -------------- | ------------------------ | ------ | ----------- | ------------------------------------------------ |
| 1.   | 2013年3月22日  | オロモウツ     | チェコ                   | 2-0    | 3-0         | 2014 FIFAワールドカップ・ヨーロッパ予選グループB |
| 2.   | 2014年11月14日 | ベオグラード   | セルビア                 | 2-1    | 3-1         | UEFA EURO 2016予選・グループI                    |
| 3.   | 2016年6月3日   | 豊田市         | ボスニア・ヘルツェゴビナ | 1-1    | 2-2 (3-4 p) | キリンカップサッカー2016                         |
| 4.   | 2021年9月7日   | コペンハーゲン | イスラエル               | 2-0    | 5-0         | 2022 FIFAワールドカップ・ヨーロッパ予選グループF |
| 5.   | 2021年10月9日  | キシナウ       | モルドバ                 | 2-0    | 4-0         | 2022 FIFAワールドカップ・ヨーロッパ予選グループF |

## タイトル

### クラブ
ACミラン
- セリエA 2021-22

### 代表
- デンマーク代表

2010年 - 2010 FIFAワールドカップ (グループステージ敗退)
2012年 - UEFA EURO 2012 (グループステージ敗退)
2018年 - 2018 FIFAワールドカップ (ベスト16)
2021年 - UEFA EURO 2020 (ベスト4)
2022年 - 2022 FIFAワールドカップ (グループステージ敗退)